# 道恩德
道恩德（Daund），是印度马哈拉施特拉邦浦那县的一个城镇。总人口41907（2001年）。

## 人口
该地2001年总人口41907人，其中男性21469人，女性20438人；0—6岁人口5539人，其中男2960人，女2579人；识字率74.12%，其中男性为79.18%，女性为68.81%。